# Bakonykúti
Bakonykúti község Fejér vármegyében, a Székesfehérvári járásban.

## Fekvése
Bakonykúti a Kelet-Bakony lábánál, a Burok-völgy természetvédelmi terület határán, nagyon szép természeti környezetben fekszik. Fejér vármegye legkisebb önálló települése. Zsákfalu, amely a 8212-es úton érhető el, Iszkaszentgyörgy (8203-as út) vagy Fehérvárcsurgó (8204-es út) felől (mindkét irányból Gúttamásin keresztül). A településen áthalad az Országos Kéktúra útvonala. A legközelebbi város, Bodajk körülbelül 13 kilométerre van, a megyeszékhely, Székesfehérvár pedig 18 kilométerre.

## Története
A fennmaradt oklevelekben először 1424-ben jelenik meg a neve (Kwthy). A település egy része akkor a bátorkői várhoz tartozott, másik részét kisnemesek lakták. 
A török hódoltság idején lakatlanná vált. A 18. századtól akkori tulajdonosa, a Zichy család németeket telepített be az elnéptelenedett faluba. A neve 1903-ig Kuti volt. 1869-ben a patakon 3 vízimalom működött, és téglagyára is volt a községnek. Az állandó lakosok lélekszáma az 1870-es 557 főről, 1930-ra 346, 1970-re 256, 2004-re pedig 100 főre csökkent.
A közelmúltban a település egyre inkább pihenőfaluvá vált, ahol csak a hétvégi házak szaporodtak, de a legutóbbi időben ismét egyre többen választják állandó lakhelyül is; új lakóházak épülnek, és a népességszámban is mutatkozik némi növekedés. A környék nagyvadas erdei vonzzák a vadászokat, a szép táj és Székesfehérvár relatív közelsége pedig a városból kiköltözőket.
A falu 2007-ben a Móri kistérségből átkerült a Székesfehérvári kistérségbe.

## Közélete

### Polgármesterei
- 1990–1994: Tóth János (független)[6]
- 1994–1998: Tóth János (független)[7]
- 1998–2002: Marics Józsefné (független)[8]
- 2002–2006: Marics Józsefné (független)[9]
- 2006–2010: Marics Józsefné (független)[10]
- 2010–2014: Marics József (független)[11]
- 2014–2019: Marics József (független)[12]
- 2019–2024: Marics József (független)[13]
- 2024– : Marics József (független)[1]

## Népesség
A település népességének változása:
| Lakosok száma | 133  | 128  | 131  | 158  | 161  | 154  | 154  |
|               | 2013 | 2014 | 2015 | 2021 | 2022 | 2023 | 2024 |

A 2011-es népszámlálás során a lakosok 96,7%-a magyarnak, 2,4% lengyelnek, 1,6% németnek, 0,8% szlovénnek mondta magát (3,3% nem nyilatkozott; a kettős identitások miatt a végösszeg nagyobb lehet 100%-nál). A vallási megoszlás a következő volt: római katolikus 41,5%, református 12,2%, evangélikus 0,8%, felekezeten kívüli 26,8% (17,9% nem nyilatkozott).
2022-ben a lakosság 95%-a vallotta magát magyarnak, 1,2% németnek, 1,2% lengyelnek, 5% egyéb, nem hazai nemzetiségűnek (4,3% nem nyilatkozott; a kettős identitások miatt a végösszeg nagyobb lehet 100%-nál). Vallásuk szerint 26,1% volt római katolikus, 13,7% református, 1,2% evangélikus, 1,9% egyéb keresztény, 31,7% felekezeten kívüli (25,5% nem válaszolt).

## Látnivalók
Bakonykúti lakossága az elmúlt években sokat tett a közterületek rendezése és szebbé tétele érdekében.
- A római katolikus Nagyboldogasszony-templom 1795-ben épült. Különösen szép fa mellvédes  orgonakarzata. Keresztelő medencéje és fapadjai a 19. század elején készültek.
- A faluban a kivágásra ítélt fák egy részéből szobrokat faragtattak:

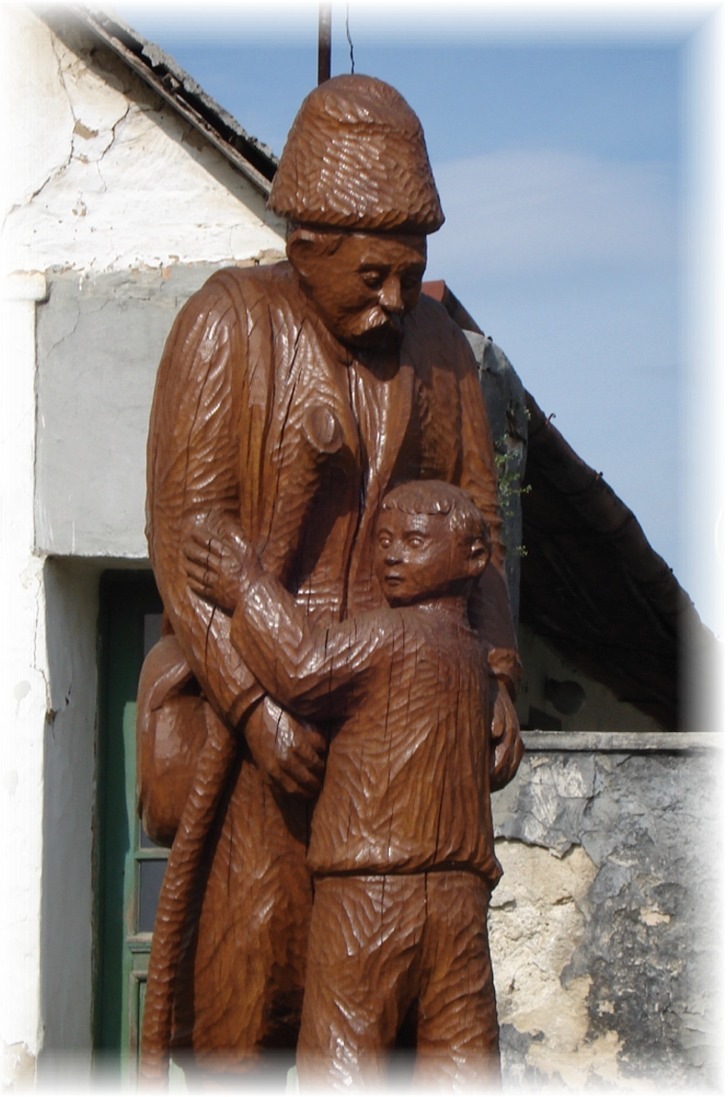
Hazatérőben
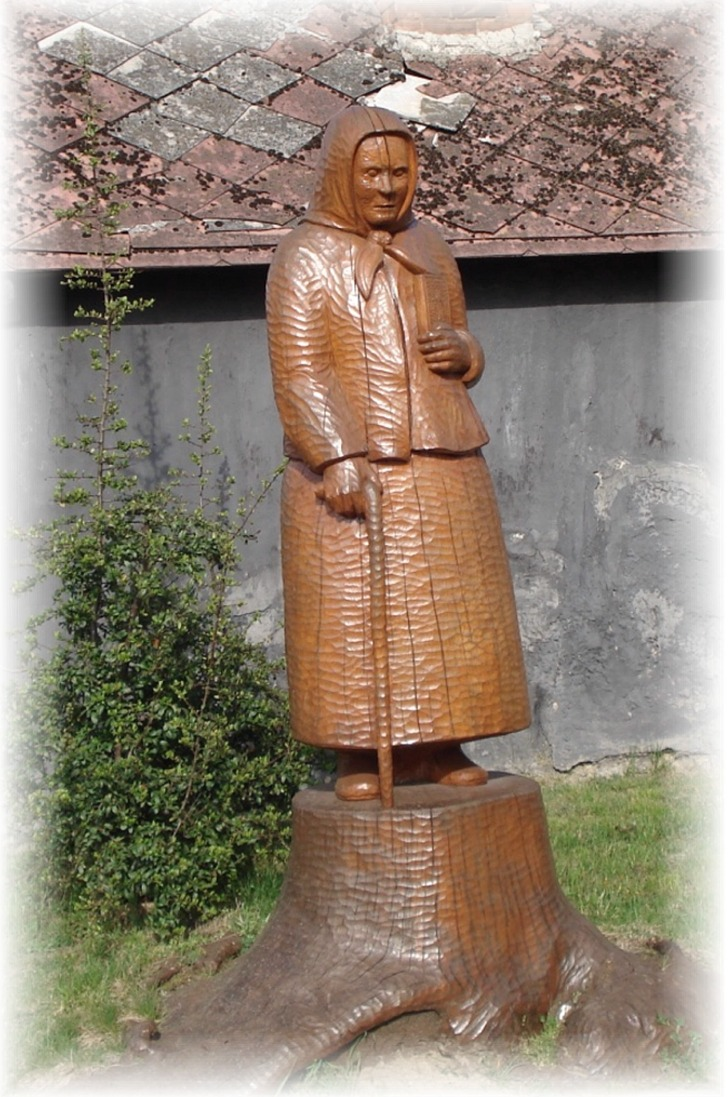
Lizi néni
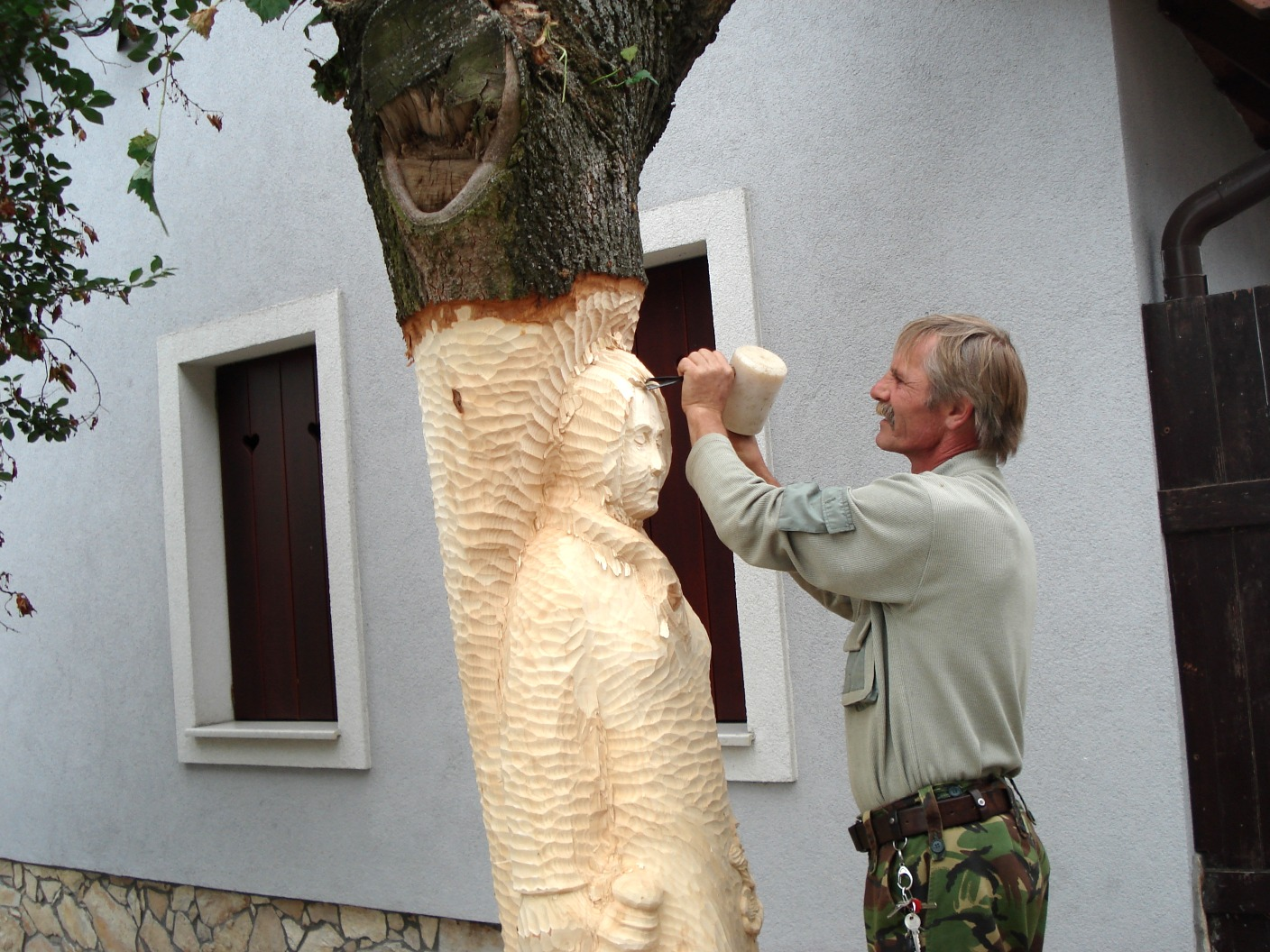
Vízhordólány
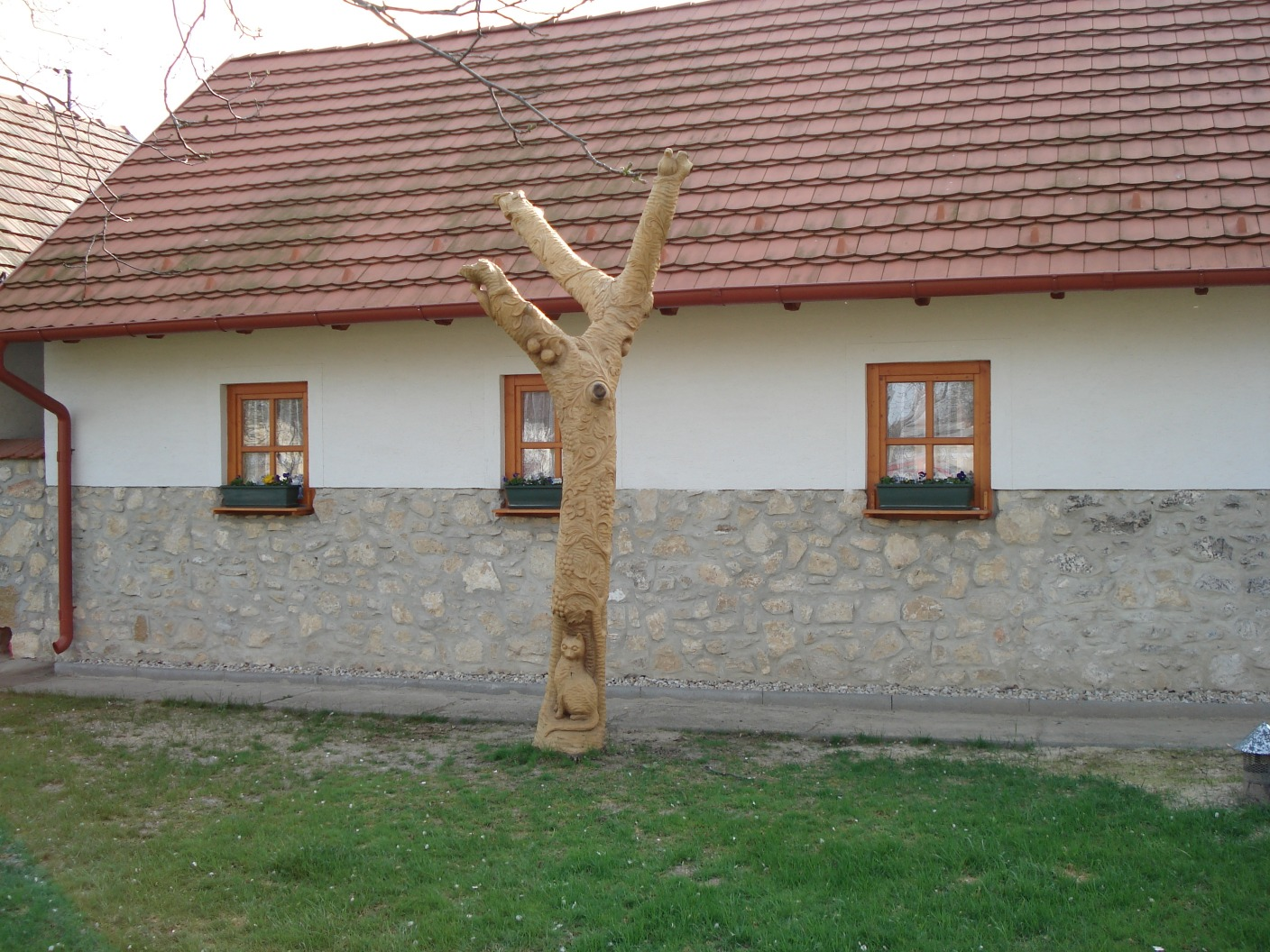
Díszes fa macskával

- Millenniumi emlékoszlop
- Díszkút
- Kitelepítettek emlékműve
- Csobogó

## Képek a településről

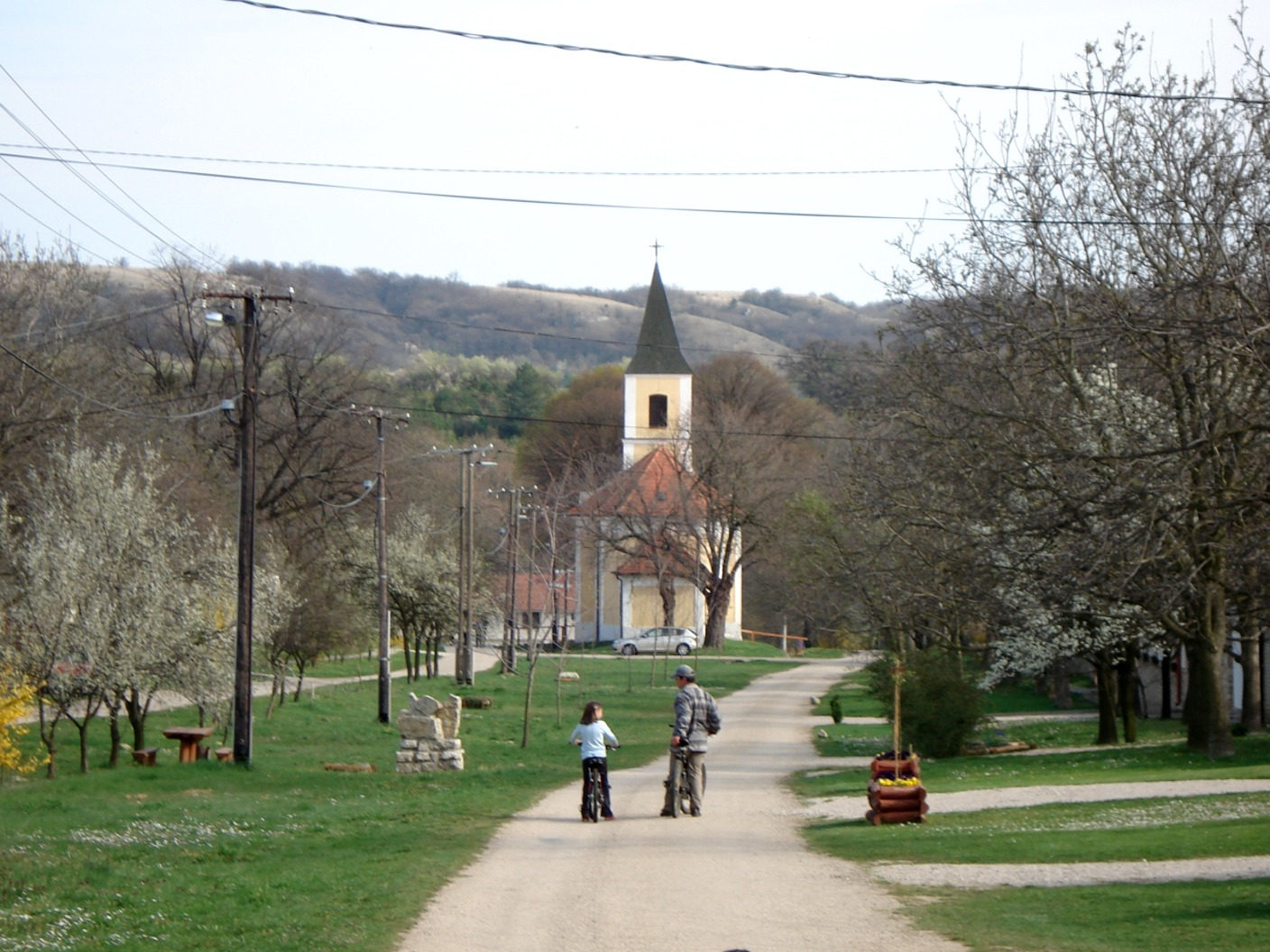
Szabadság utca
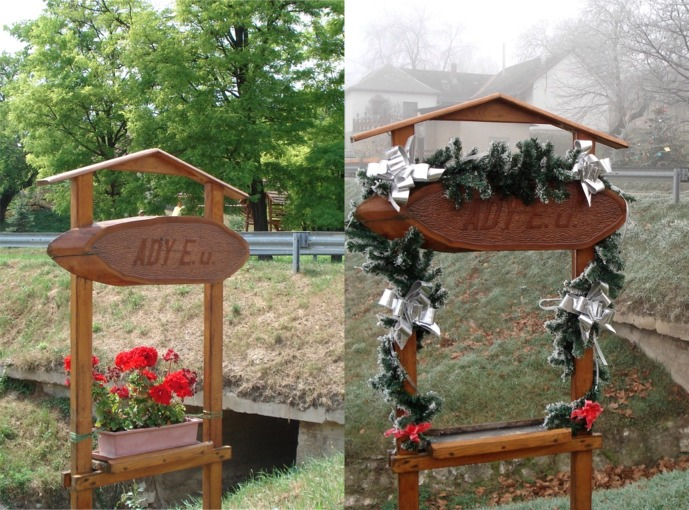
Utcatábla nyáron és télen
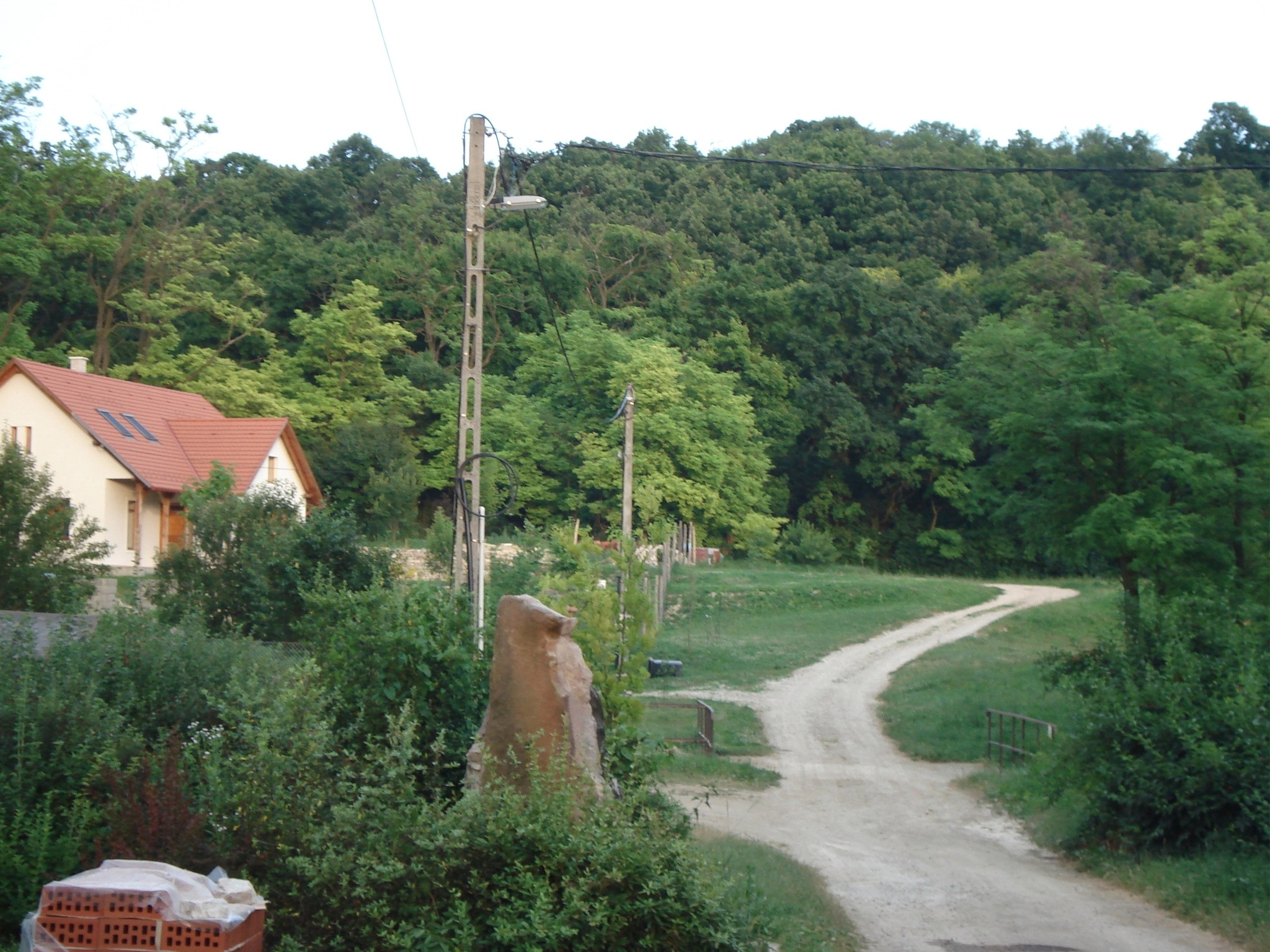
Utcakép (Ady Endre út)
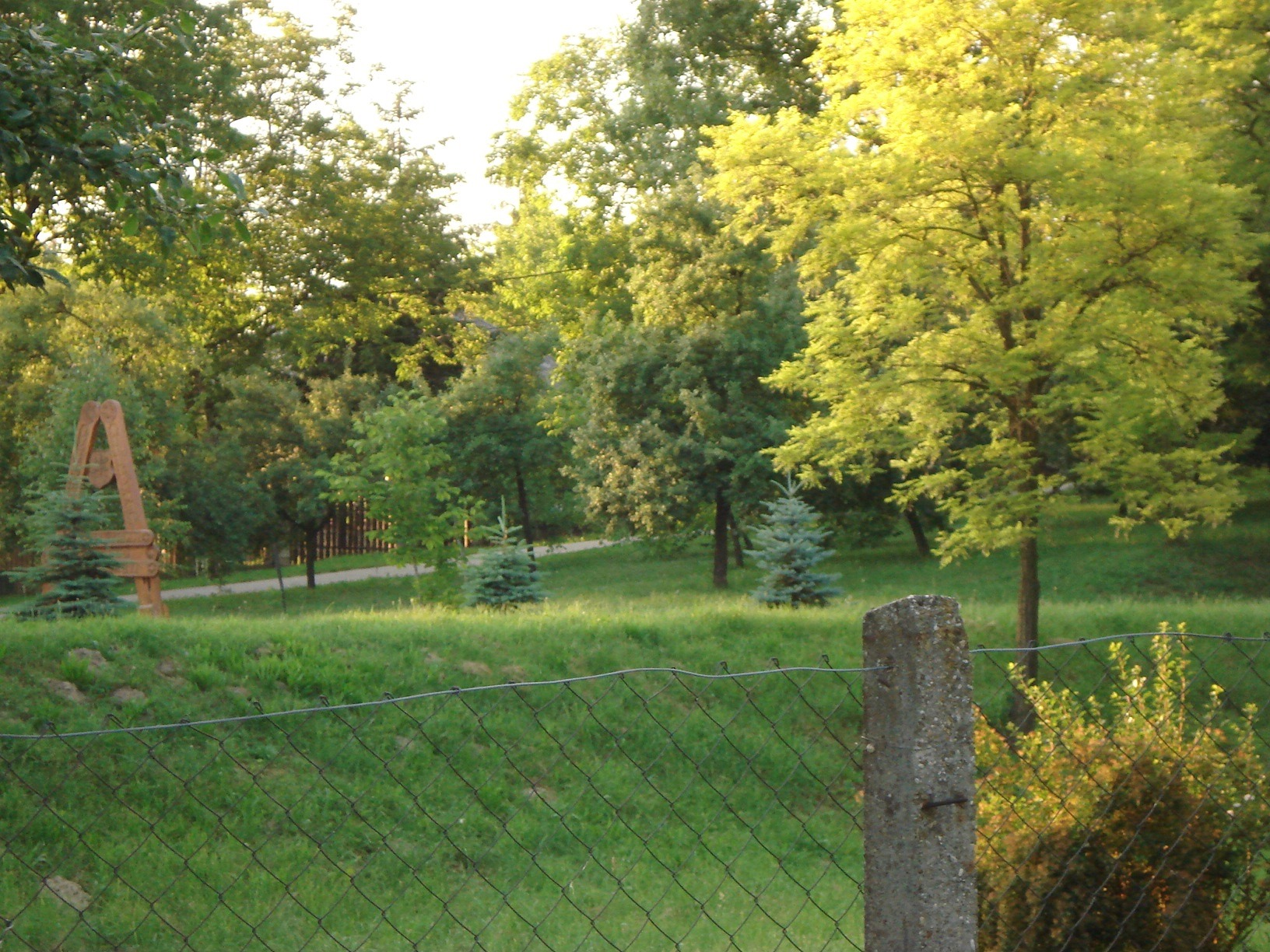
A Jókai út eleje
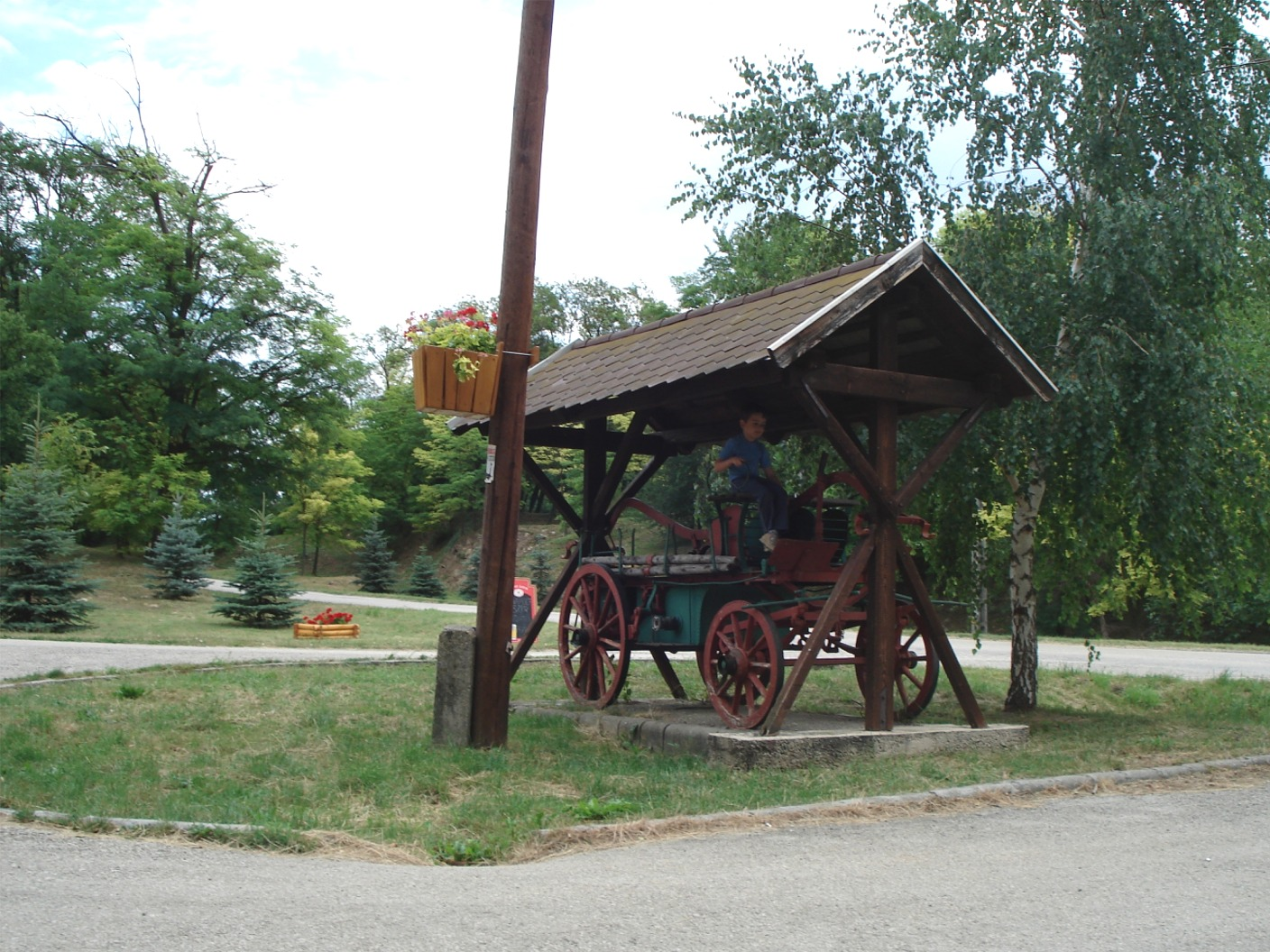
Tűzoltószekér
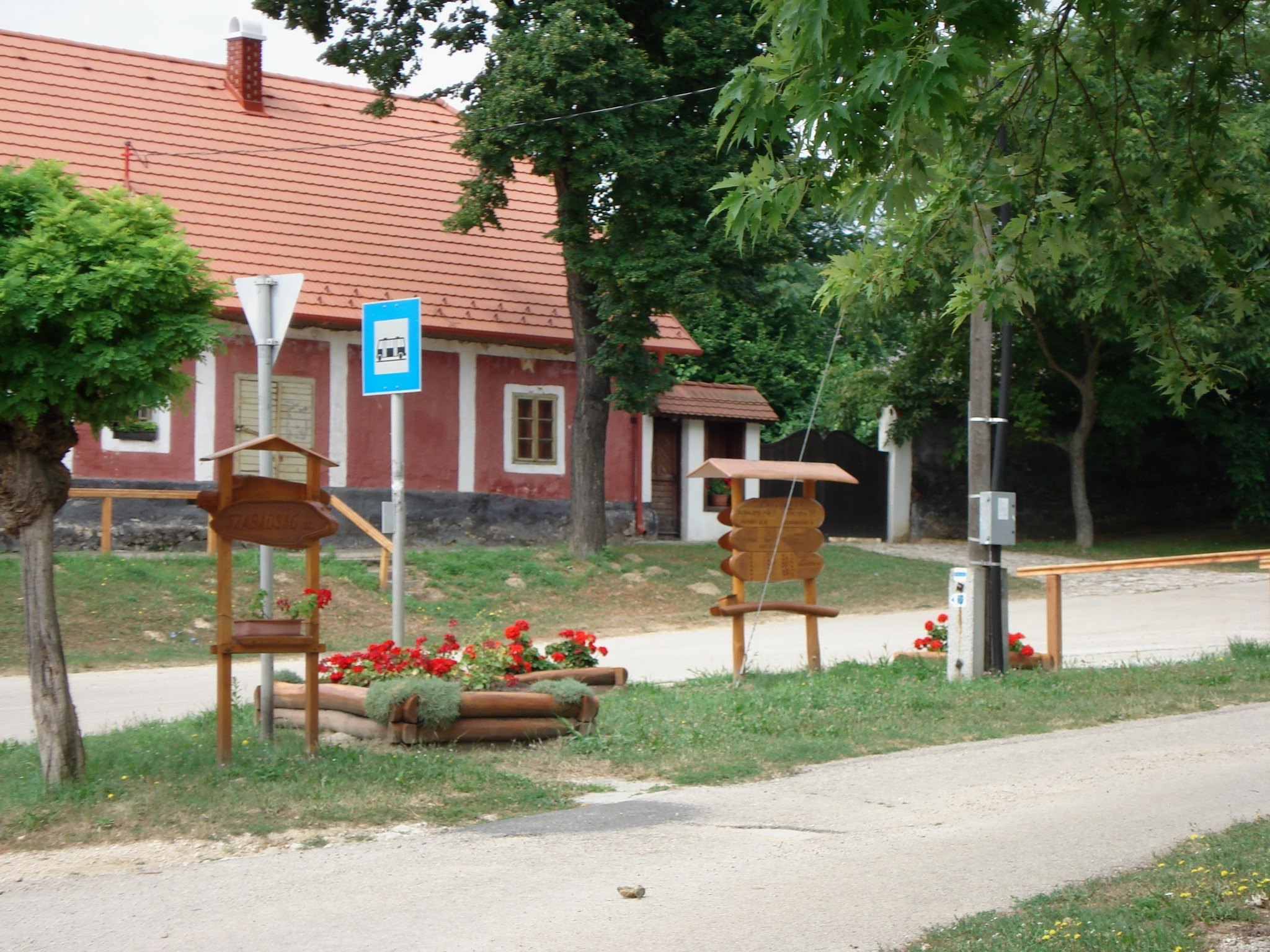
Faragott utcatáblák
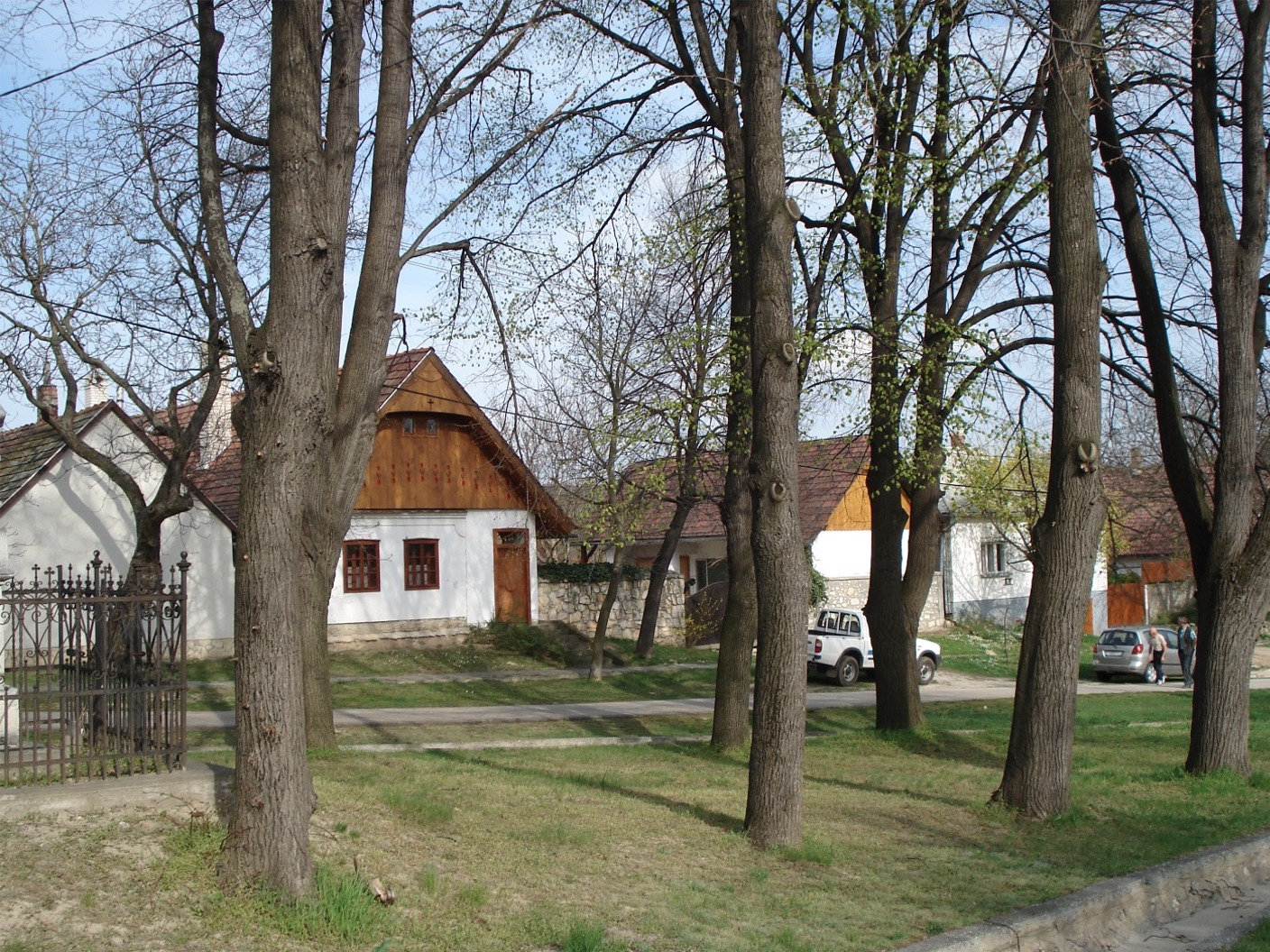
Utcakép a templom előtt

## Túralehetőségek
Bakonykútiról több kirándulási lehetőség is adódik: vehetjük utunkat a Baglyas-hegy felé, ahonnan a környék legszebb panorámája nyílik, a Kincsesbánya irányában lévő Bogrács-hegy felé, és kirándulhatunk a ritka természeti szépségű, több helyen meredek sziklafallal határolt Burok-völgybe is.

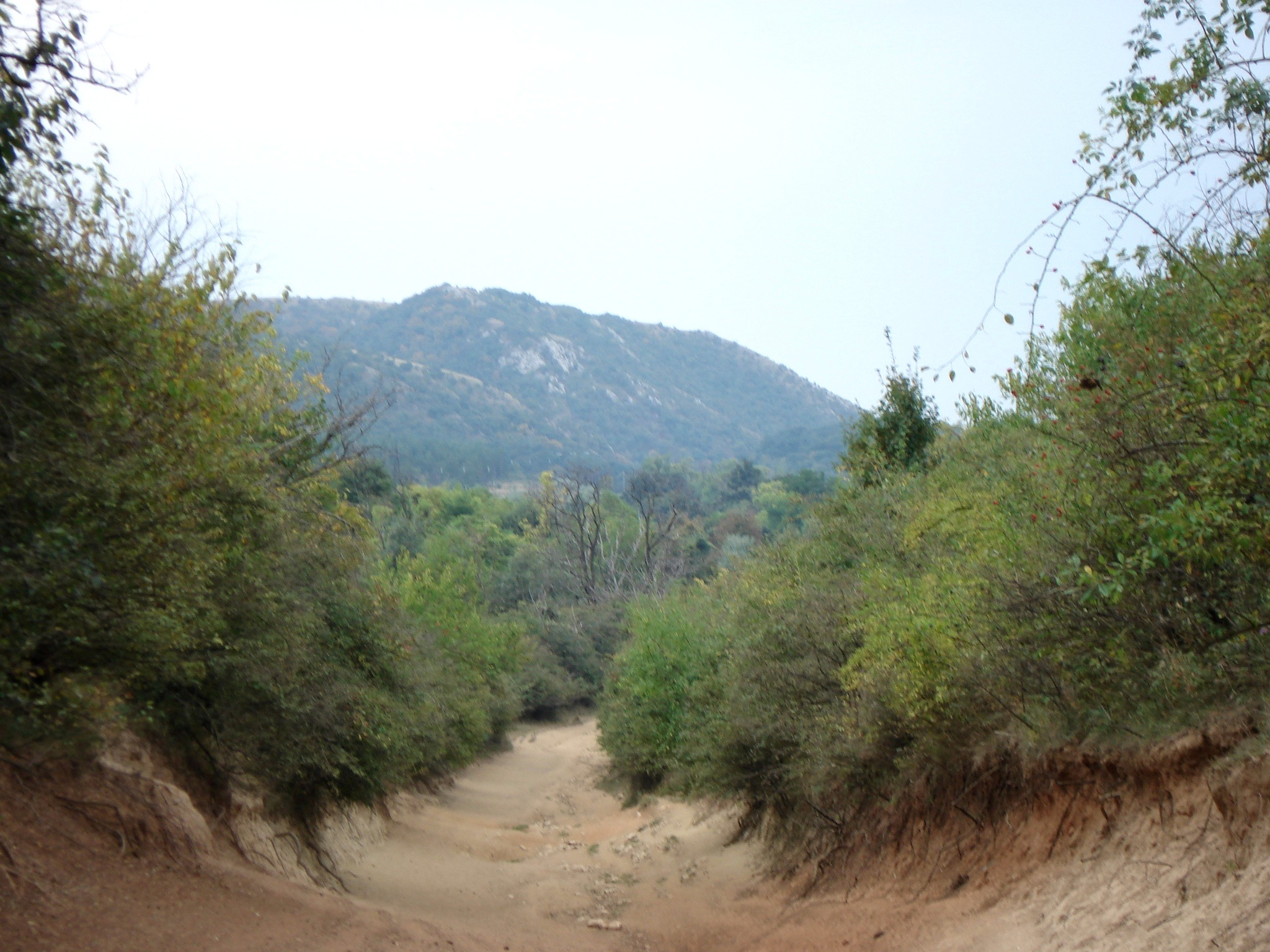
Turistaút a Baglyas-hegy felé
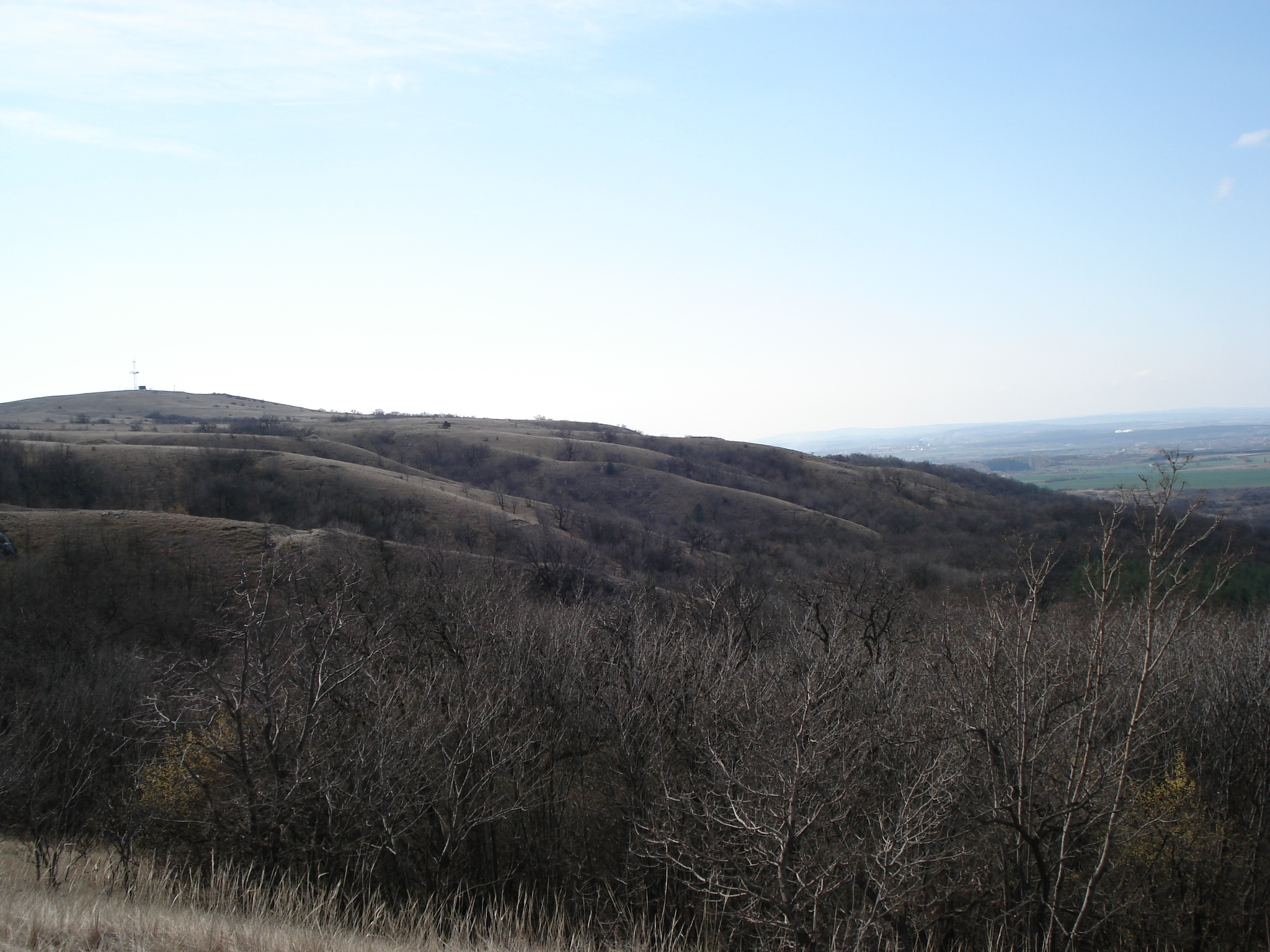
Baglyas-hegy